# وسام الاستحقاق الوطني (فرنسا)
وسام الاستحقاق الوطني (بالفرنسية:Ordre du Mérite) وهو وسام فرنسي أنشأ سنة 3 ديسمبر 1963 من قبل الجنرال ديغول، يكافئ استحقاقات متميزة، عساكر (متعاقيدين واحتياطيين) أو مدنيين، مقدمة إلى الأمة الفرنسية. حلّ محل الوسام القديم (ordres ministériels et coloniaux).
إنشائه يضيف قيمة إلى الوسام الوطني من وسام جوقة الشرف التي أنشأتها نابليون بونابرت في 20 مايو 1802 لمكافأة الإستحقاقات البارزة.
ويشمل ثلاثة فئات: فارس، ضابط وقائد واثنين من كرامات: موظف الكبير وسام الصليب.

## الأوسمة حسب الرتب

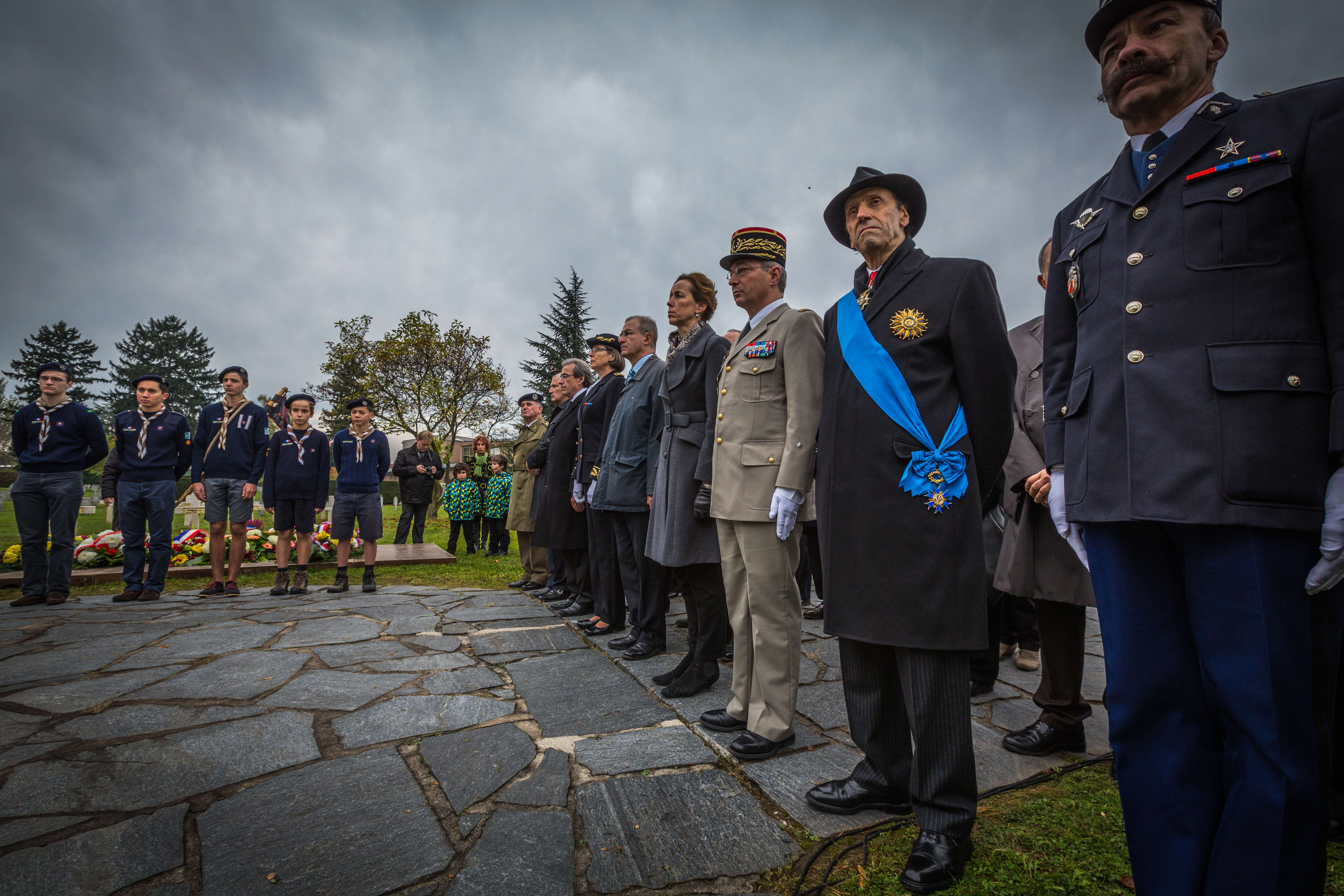
العقيد عزيز ملياني، كبار الشخصيات في النظام، مع شارة رتبته في حفل اقيم في المقبرة الوطنية ستراسبورغ في 1 نوفمبر 2013.

| Chevalier | Officier | Commandeur | Grand officier | Grand-croix                       |
| --------- | -------- | ---------- | -------------- | --------------------------------- |
|           |          |            |                | ملف:Echarpe grand croix nom.jpg\| |
|           |          |            |                |                                   |

## حائزون على الوسام
- عبد الله صلاح، وزير الخارجية الأردني الأسبق.

## روابط خارجية
- "Association nationale des membres de l'ordre national du Mérite". anmonm.com. مؤرشف من الأصل في 2019-09-29. اطلع عليه بتاريخ 2011-12-12. {{استشهاد ويب}}: تجاهل المحلل الوسيط |citation= لأنه غير معروف (مساعدة)
- "Ordres nationaux". reserve.marine.defense.gouv.fr. مؤرشف من الأصل في 2015-02-12. اطلع عليه بتاريخ 2011-12-07. {{استشهاد ويب}}: تجاهل المحلل الوسيط |citation= لأنه غير معروف (مساعدة)
- Site et forum sur les décorations militaires et civiles françaises (Ordres et médailles)
- "Ordre national du Mérite" sur le site de la grande chancellerie de la Légion d'honneur